# The Wet Parade
The Wet Parade è un film del 1932 diretto da Victor Fleming e tratto dall'omonimo romanzo di Upton Sinclair.

## Produzione
Il film fu prodotto dalla Metro-Goldwyn-Mayer (MGM).

## Distribuzione
Distribuito dalla Metro-Goldwyn-Mayer (MGM), il film uscì nelle sale cinematografiche statunitensi il 26 marzo dopo essere stato presentato in prima mondiale a Beverly Hills il 17 marzo 1932.